# فندق بغداد الدولي

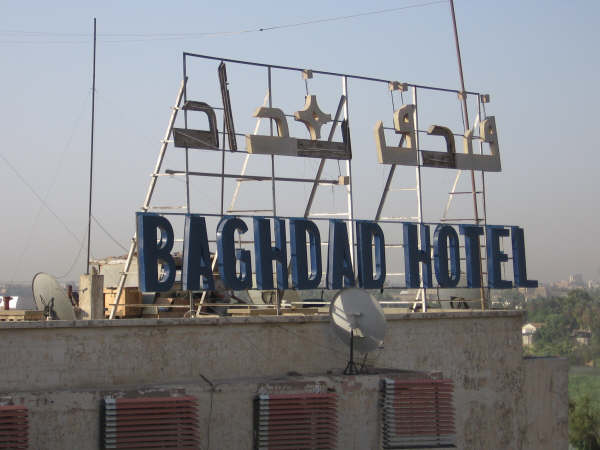
صورة قديمة ونادرة للفندق

فندق بغداد الدولي من فنادق الدرجة الأولى في العاصمة بغداد، وهو من أعرق الفنادق حيث تم بناؤه عام 1956م، وتم افتتاحه في العام 1958م. يطل الفندق بطوابقه الستة على نهر دجلة وشارع أبي نؤاس ومن الجانب الآخر على يمين شارع السعدون التجاري مابين ساحتي النصر والفردوس.

## أقسام الفندق
تبلغ غرف الفندق 160 غرفة مكيفة وتحتوي على شرفات خاصة ويحتوي الفندق على أكثر من عشرة أجنحة رئاسية فاخرة بالإضافة إلى غرف عرسان خاصة. كما يتضمن المطعم والمقهى البغدادي، ويوفر قاعات خاصة لعقد المؤتمرات واللقاءات والاجتماعات مختلفة الأبعاد أقصاها 350 شخص واقلها 50 شخص. ومن الخدمات الأخرى توفير قاعة للمناسبات ونادي صحي ومسبح.